# Підгор'є (Нікольський район)
Підго́р'є (рос. Подгорье) — присілок у складі Нікольського району Вологодської області, Росія. Входить до складу Нікольського сільського поселення.

## Населення
Населення — 27 осіб (2010; 47 у 2002).
Національний склад (станом на 2002 рік):
- росіяни — 98 %